# Džoni Novak
Džoni Novak (Ljubliana, 4 de setembro de 1969) é um ex-futebolista profissional esloveno, que atuava como meia.

## Carreira
Džoni Novak se profissionalizou no Olimpija.
Foi um dos cinco futebolistas da seleção eslovena que antes defenderam também a seleção iugoslava,[carece de fontes?] o que fez mesmo após a independência da Eslovênia, em 1991. Jogava na equipe sérvia do Partizan e fora convocado à Eurocopa 1992 ao lado de outro esloveno do mesmo clube, Darko Milanič. A Iugoslávia, porém, terminou banida da competição a menos de duas semanas da estreia, embargada pela ONU emn função da guerra civil do país, sendo substituída pela futura campeã Dinamarca. Novak estreou pela Eslovênia ainda em 1992, em novembro, e pelo novo país viria a disputar a Eurocopa na edição 2000,[carece de fontes?] e também a Copa do Mundo FIFA de 2002, na Coreia do Sul e Japão.

## Títulos
Partizan
- Copa da Iugoslávia: 1991–92

Olimpija
- Campeonato Esloveno de Futebol: 1993–94]], 1994–95
- Copa da Eslovênia: 995–96

Olympiakos
- Super League Grega: 2002–03